# سیارک ۲۲۵۹۴
سیارک ۲۲۵۹۴ (به انگلیسی: 22594 Stoops، نامگذاری:1998HT107) بیست و دو هزار و پانصد و نود و چهارمین سیارک کشف شده‌است که در ۲۳ آوریل ۱۹۹۸ کشف شد.
قدر مطلق سیارک برابر ۱۱.۷ است.